# Club Atlético River Plate 1925
Questa voce raccoglie le informazioni riguardanti il Club Atlético River Plate nelle competizioni ufficiali della stagione 1925.

## Stagione
Il 1925 non fu una stagione positiva per la formazione di Núñez: iniziata con 4 vittorie e 1 sconfitta nelle prime 5 gare, vide un calo nelle prestazioni, con 9 incontri senza successi.

## Maglie e sponsor
| Casa |

## Rosa
| N. |                      | Ruolo | Calciatore             |
| -- | -------------------- | ----- | ---------------------- |
|    | Argentina (bandiera) | P     | Carlos Ísola           |
|    | Argentina (bandiera) | P     | Ricardo Marchisotti    |
|    | Argentina (bandiera) | P     | Silverio Cáceres       |
|    | Argentina (bandiera) | P     | Roberto Squassi        |
|    | Argentina (bandiera) | D     | Jacinto Cacopardo      |
|    | Argentina (bandiera) | D     | Pedro Choperena        |
|    | Argentina (bandiera) | D     | Jacinto Giúdice        |
|    | Argentina (bandiera) | D     | Juan Carlos Iribarren  |
|    | Argentina (bandiera) | D     | Gregorio Pérez Bertran |
|    | Argentina (bandiera) | C     | Eduardo Biaggi         |
|    | Argentina (bandiera) | C     | Cándido García         |
|    | Argentina (bandiera) | C     | Juan Magrini           |
|    | Argentina (bandiera) | C     | Humberto Porta         |
|    | Argentina (bandiera) | C     | Alberto Rissone        |
|    | Argentina (bandiera) | C     | Heriberto Simmons      |
|    | Argentina (bandiera) | C     | Roberto Taramasso      |
|    | Argentina (bandiera) | A     | Severiano Álvarez      |

| N. |                      | Ruolo | Calciatore         |
| -- | -------------------- | ----- | ------------------ |
|    | Argentina (bandiera) | A     | Ildefonso Alzúa    |
|    | Argentina (bandiera) | A     | Casildo Fallatti   |
|    | Argentina (bandiera) | A     | Francisco Fazio    |
|    | Argentina (bandiera) | A     | Alberto Gainzarain |
|    | Argentina (bandiera) | A     | Antonio Ganduglia  |
|    | Argentina (bandiera) | A     | Gustavo González   |
|    | Argentina (bandiera) | A     | Francisco Gonzar   |
|    | Argentina (bandiera) | A     | Emilio Medone      |
|    | Argentina (bandiera) | A     | Miguel Navas       |
|    | Argentina (bandiera) | A     | Aristóbulo Nietto  |
|    | Argentina (bandiera) | A     | Eduardo Oliva      |
|    | Argentina (bandiera) | A     | E. Pelliza         |
|    | Argentina (bandiera) | A     | Francisco Osilio   |
|    | Argentina (bandiera) | A     | Víctor Ronzoni     |
|    | Argentina (bandiera) | A     | L. Spadea          |
|    | Argentina (bandiera) | A     | Aníbal Spadini     |
|    | Argentina (bandiera) | A     | Eugenio Taboada    |

## Statistiche

### Statistiche di squadra
| Competizione     | Punti | Totale | Totale | Totale | Totale | Totale | Totale | DR |
| Competizione     | Punti | G      | V      | N      | P      | Gf     | Gs     | DR |
| ---------------- | ----- | ------ | ------ | ------ | ------ | ------ | ------ | -- |
| Primera División | 20    | 24     | 7      | 6      | 11     | 21     | 24     | -3 |
| Totale           | -     |        |        |        |        |        |        | -  |